# Инфорнографија
Инфорнографија је сложеница од речи "информација" и "порнографија". Означава зависност или опсесију аквизицијом, манипулацијом и дељењем информација.
Према Лоренцу Енгу, главна идеја иза концепта инфорнографије је да је у модерном друштву „информација сматрана не само вредним комодитетом с практичног гледишта, већ нечиме што ствара готово сексуално узбуђење, за чиме жудимо и што уживамо ловити јер је посебно и даје нам моћ." 
Израз је популариован култним сајберпанк серијалом Serial Experiments Lain (1998), једанаеста епизода која је тако названа. Идеја се (без експлицитне употребе самог термина) увелико примењује у већини сајберпанк окружења, где се информација може сматрати валутом готово сама по себи, или скоро засебним светом.

## Инфорнографи
Ифорнографи су особе које „болују“ од инфорнографије. Они увелико уживају у примању, слању, размени и дигитализацији информација. Неретко им је неважно о каквим се информацијама ради и јесу ли битне или тривијалне.

## Проблеми и последице
Технологија омогућује људима да стално буду он-лајн, односно стални приток информација, којих не мањка, што за последицу има “гушење” у информацијама и занемаривање офф-лајн живота. Јавља се псеудо-АДД, тј. умањена способност концентрације, што за последицу има изритираност дугорочним пројектима, као и негативан утицај на продуктивност, премда «зависници» имају утисак да су због мулти-таскинга продуктивнији. Можда је и сувишно споменути да то значи зависност од технологије, као и неугодне последице када она није доступна. Може доћи и до физичке потребе за информацијским “фиксом”, слично као с наркотицима, константни доток информација пружа стимулацију, задовољство и бег.

## Будућност
Иако технологија сама по себи не ствара зависност, ипак омогућава стални приступ информацијама, а то може довести до зависности, но то је у крајњој линији неважно, технологија је потребна данашњој цивилизацији, и вероватно ће постајати све потребнијом, односно, људи све зависнији.
Инфорнографија, односно зависност о информацијама, тренутно не представља велики проблем, но неизбежно се поставља питање не води ли та зависност нечему опаснијем, тј. екстремнијем од помањкања концентрације или слабије продуктивности или занемаривања офф-лајн живота